# عشق (فیلم ۱۹۱۹)
عشق (انگلیسی: Love) یک فیلم کمدی کوتاه به کارگردانی و بازی راسکو آرباکل است که در سال ۱۹۱۹ منتشر شد و نسخه‌هایی از آن هنوز موجود است.

## بازیگران
- راسکو آرباکل
- ال سنت جان
- فرانک هیز
- مانتی بنکس
- وینیفرد وستوور